# Bitva u Wakefieldu
Bitva u Wakefieldu se odehrála 30. prosince 1460 u Wakefieldu v West Yorkshire a byla jednou z velkých bitev války růží. Utkaly se zde královské vojsko pod standartou Markéty z Anjou a síly vedené Richardem, vévodou z Yorku, který si činil nárok na anglický trůn. Richardovo vojsko bylo poraženo a on sám v bitvě padl.

## Pozadí
Lancasterové nastoupili na anglický trůn roku 1399, kdy Jindřich IV. sesadil svého nepopulárního bratrance Richarda II. Existovaly jisté pochybností o oprávněnosti jeho nároku na trůn. Jeho vnuk Jindřich VI. se stal králem jako malý chlapec, ale vyrostl v neschopného vladaře, trpícího záchvaty duševních poruch a obklopeného neschopnými a zkorumpovanými rádci. Mnoho šlechticů spoléhalo na Richarda z Yorku, který měl podle některých legitimnější nárok na trůn a byl uznáván jako schopný vojevůdce. Roku 1460, kdy vojsko jeho spojenců zajalo po bitvě u Northamptonu krále Jindřicha a Richard se domáhal prohlášení anglickým panovníkem, nebyli jeho přívrženci na takový krok připraveni.
Místo toho parlament přijal zákon (Act of Accord), zaručující Richardovi a jeho potomkům nárok na anglický trůn po smrti Jindřicha VI. Markéta z Anjou, manželka krále Jindřicha, nepřistoupila na dohodu, která byla přijata pod nátlakem a zbavovala Eduarda, jejího syna s Jindřichem, dědického nároku na trůn. Na severu země začala shromažďovat vojsko, aby se s Richardem utkala.

## Bitva
Richard vyrazil se svou armádou na sever země, aby této hrozbě čelil. Doprovázeli ho jeho druhý nejstarší syn Edmund a Richard Neville, hrabě ze Salisbury. Jeho vojsko se utábořilo na hradu Sandal nedaleko Wakefieldu a Markétino vojsko se vydalo naproti němu, aby vyprovokovalo bitvu. Je málo pravděpodobné, že by se bitvy účastnila i Markéta sama, v té době byla spíše ve Skotsku, kde sháněla podporu. Veliteli lancasterského vojska byli zřejmě Jindřich Beaufort a Jindřich Percy.
Mnoho lidí má představu o této bitvě zažitou na základě melodramatického popisu Williama Shakespeara, především vraždu Richardova syna Edmunda. Ve skutečnosti není zcela jisté, jak k bitvě došlo, i když je potvrzeno, že Richard souhlasil s bitvou na otevřeném prostranství, místo aby využil opevnění hradu Sandal. S úplnou jistotou není známo konkrétní datum bitvy ani přesné místo, kde ke střetu došlo, i když je pravděpodobné, že se bitva odehrála na místě známém jako Wakefield Green na sever od hradu.
Podle Shakespeara je Edmund popisován jako malý chlapec a podle jeho vraha lorda Cliforda byl jeho otec mučen, předtím než byl zabit. Ve skutečnosti byl Richard zabit během bitvy a jeho syn, tehdy sedmnáctiletý, byl dostatečně dospělý, aby se aktivně zapojil do bitvy. Salisbury byl také po bitvě zajat a popraven.
Porážka Yorků mohla být výsledkem Richardova přílišného sebevědomí, protože odmítl čekat na posily a vyrazil do bitvy s Lancastery, i když je možné, že byl obelstěn Johnem Nevillem, který do bitvy nastoupil pod falešnými praporci, takže se Richard mohl domnívat, že jeho vojsko je daleko silnější, než ve skutečnosti bylo.

## Důsledky
Po bitvě byly hlavy Richarda, jeho syna Edmunda a Salisburyho napíchnuty na kůly a vystaveny v Yorku u městských hradeb. Richardova hlava měla nasazenou papírovou korunu a nápis Dovolte Yorkovi, aby se díval na město York. Richardova smrt znamenala, že se jeho nástupcem v požadavku na anglický trůn stal jeho syn Eduard. Salisburyho syn Richard Neville, hrabě z Warwicku a Eduardův blízký spojenec se stal nejbohatším a velmi vlivným šlechticem Anglie. I když byl Eduard mladý, byl vynikajícím vojevůdcem a schopným politikem a později vládl jako Eduard IV.